# Ульпия Пауталия
Ульпия Пауталия — античный фракийский полис, созданный римлянами на территории современного болгарского города Кюстендил в первом десятилетии II века.

## Местоположение
Римский полис Пауталия располагался в долине верхнего течения реки Стримон, входившей в состав западной части римской провинции Фракия. Город был основан на естественном перекрёстке провинциальных путей в районе между полисами Турес и Сердика, а проходившая через Пауталию дорога из Сердики в Стоби являлась важнейшей трассой, связывавшей Фракию с римской Македонией. Другая важнейшая дорога связывала Пауталию с Филиппополем. Кроме того, через район Пауталии по реке Стримон проходил водный путь, соединявший Дунай с Эгейским морем. Древнейшее поселение на месте Пауталии было расположено в плодородной долине Стримона (современная Кюстендильская долина), окружённой горными массивами Краище (с севера), Лисец (с запада), Коняво (с северо-востока) и Осогово (с юга).

## История
Благоприятный приморский умеренно континентальный климат, плодородные почвы, теплые минеральные источники и богатые залежи минеральных ресурсов с глубокой древности сделали район Пауталии особо привлекательным местом поселения человека. Согласно археологическим данным, первые поселения на территории Пауталии возникли в эпоху неолита, а собственно античный город Пауталия возник в период правления императора Траяна (98—117) в конце 1-го десятилетия II века. Согласно одной из версий (Й. Иванов, Ю. Фърков), римский город был построен на месте фракийского поселения, являвшегося центром одного из племён. По мнению В. Кацаровой, до приходя римлян у минеральных источников будущей Пауталии существовало важное и большое святилище фракийского племени дентелетов.
Основанной как небольшой населённый пункт Пауталии уже при Траяне были предоставлены городские права, а к её названию было добавлено слово Ульпия в честь Марка Ульпия Траяна — отца императора. Название полиса известно из сохранившейся надписи, сделанной в память о строительстве базилики, посвящённой императору Адриану (117—138). Также сохранились монеты Пауталии, отчеканенные в правление римских императоров от Антонина Пия (138—161) до Каракаллы (198—217), с названием города «ОVΛΠΙΑС ΠΑVΤΑΛΙΑC». При императоре Траяне Ульпия Пауталия вошла в состав сенатской провинции Фракия, а в результате административных реформ императоров Аврелиана (270—275) и Диоклетиана (284—305) городская территория Ульпии Пауталии была включена в состав провинции Внутренняя Дакия, входившей в Диоцез Дакия.
Во II веке Ульпия Пауталия стала экономико-политическим и социально-культурным центром Юго-Западной Фракии, в частности, о ней упоминается в «Географии» Клавдия Птолемея в связи с описанием Балкан после завершения войн Траяна с даками, а на Певтингеровой карте Пауталия указана в качестве дорожной станции на пути из Сердики в Стоби. Центральное городское ядро Пауталии окончательно было построено при императоре Адриане. В период правления императоров Марка Аврелия (161—180) и Коммода (180—192) вокруг города был возведён крепостной вал с толщиной стен 2,4—2,7 метров, окруживший площадь более 29 га в форме неправильного многоугольника. Данная площадь была застроена по классической римской градостроительной схеме, базирующейся на пересечении двух главных улиц — Декуманус Максимус и Кардо Максимус. Первая являлась частью стратегической трассы Сердика—Пауталия—Стоби, вторая вела к храмовому комплексу на холме Гиссарлык.
В период поздней античности градостроительный облик Ульпии Пауталии существенно изменился. В частности, на холме Гиссарлык на месте разрушенных античных храмов была возведена вторая городская крепость. По мнению ряда исследователей (Й. Иванов, В. Велков, И. Велков, Б. Геров и др.), строительство этой крепости датируется периодом правления императора Юлиана Отступника (361—363), по мнению других (З. Гочева, Л. Слокоска и др.) — концом IV или началом V века, по мнению третьих (В. Динчев) — V веком.
Относительно V—VI веков полис Пауталия упоминается в трудах Малха, описывавшего нашествие остготов Теодориха 479 года, Марцеллина Комита, указывавшего, что Пауталия в 516 году была центром епархии, а также Гиерокла и Прокопия, упомянувших Пауталию среди византийских городов, укрепления которых были восстановлены императором Юстинианом I (527—565). Ранее было принято считать, что последнее упоминание о Пауталии относится к 553 году, однако найденные при раскопках монеты императора Юстина II (565—578) опровергают эту точку зрения. По мнению болгарского историка Светославы Филиповой, городская жизнь в Пауталии продолжалась как минимум до конца 570-х годов, а обнаруженная в крепости на холме Хисарлык бронзовая монета Тиберия II (578—582) и найденная в 2008 году при раскопках юго-западной части укрепленной городской площади монета императора Маврикия, отчеканенная в 588/589 году, указывает на то, что город функционировал, как минимум, ещё десятилетие после конца 570-х годов

## Археологические исследования
Целенаправленные археологические исследования на месте Ульпии Пауталии начались в 1960-х годах в связи с расширением в Кюстендиле городского строительства. В результате археологических раскопок было открыто и законсервировано большое количество античных и позднеантичных архитектурных объектов,
в частности, был обнаружен городской крепостной вал и уточнена градостроительная схема Пауталии из улиц и инсул. В 2008 году прошли археологические исследования юго-западной части укрепленной площади города, расположенной к югу от улицы Декуманус Максимус. Помимо остатков стен сильно расчлененного в плане здания начала IV века, которое в V веке было реконструировано после пожара и, вероятно, приобрело вид перистиля, было обнаружено 140 артефактов, включая сорок римских и ранневизантийских монет, самой ранней из которых является асс императора Клавдия (41—54). Найденные монеты были отчеканены на монетных дворах Виминациума, Македонии и самой Пауталии.
Изучение найденных здесь монет, отчеканенных в Пауталии в дохристианский период, даёт представление о составе городского пантеона — на монетах выбивались изображения богинь Деметры, Гигии и Тихе. Исследование же сгоревшего в V веке и затем перестроенного здания в юго-западной части укрепленной городской площади позволяет предположить, что Пауталия подверглась нашествию гуннов в 447 году, в ходе которого позднеантичный город был разрушен. Другой артефакт, обнаруженный при раскопках 2008 года — сферическая торговая гиря (экзагия) со сплющенными полюсами, предназначенная для определения веса унций и либр, свидетельствует о развитой городской торговле в Пауталии и её округе в ранневизантийскую эпоху.